# Saint-Michel-en-Beaumont
Saint-Michel-en-Beaumont è un comune francese di 36 abitanti situato nel dipartimento dell'Isère della regione dell'Alvernia-Rodano-Alpi.

## Società

### Evoluzione demografica
Abitanti censiti